# Castillo de Garcimuñoz
Castillo de Garcimuñoz é um município da Espanha, na província de Cuenca, comunidade autônoma de Castela-Mancha. Tem 82,21 km² de área e em 2021 tinha 128 habitantes (densidade: 1,6 hab./km²). Limita com os municípios de La Almarcha, Olivares de Júcar, Valverde de Júcar, Torrubia del Castillo, Honrubia, Pinarejo e Villar de la Encina.